# Logradouro (Paraíba)
Logradouro é um município brasileiro localizado na Região Geográfica Imediata de Guarabira, estado da Paraíba. Sua população em 2022 foi estimada pelo Instituto Brasileiro de Geografia e Estatística (IBGE) em  4.797 habitantes, distribuídos em 38 km² de área.

## Fundação
Como na maioria das cidades que compreendem a região de Guarabira, em meados do século XV, essas terras pertenciam aos indíos potiguaras, numa região chamada de Serra da Copaoba. Após o descobrimento do Brasil, em 1500 os portugueses queriam se apossar das terras. No entanto, outros povos invadiram o Brasil, os franceses, que aqui chegaram e se aliaram aos potiguaras. A história relata que foi complicado para os portugueses conquistarem a Copaoba, foram 25 anos de guerra (1574 a 1599) e só venceram com o apoio dos tabajaras, índios que povoavam a Zona do Agreste e litoral. Depois da conquista, veio a colonização, o governo português distribuiu as terras para que os colonos viessem morar aqui, essas terras se chamavam sesmarias. Em 1619, Raphael de Carvalho recebeu a sesmaria de número 13 da capitania da Parahyba, onde iria surgir o município de Logradouro.
Quando os holandeses invadiram parte do Nordeste Brasileiro, os potiguares voltaram a se revoltar, parando assim, a distribuição de terras por algum tempo. Entre 1625 e 1690 ninguém queria residir nas terras temendo os índios. Com a retomada, em 1706 voltaram a ocupação na região.
Registra-se também que, José de Abreu Cordeiro, grande proprietário da Serra da Raiz, era dono dessas terras (hoje, Logradouro) em 1776 e muito contribuiu para o seu povoamento. Em 1822, quando Manoel Soares da Costa e seu cunhado José Vicente fizeram suas casas de fazenda, seus currais de pau-a-pique e uma capela onde hoje é edificada a Igreja Matriz de Nossa Senhora do Rosário, em Caiçara. O que fez o pequeno povoado prosperar foi o comércio. Estes sítios, os quais posteriormente deram origem a Logradouro e Caiçara, se tornaram caminho dos tropeiros ou almocreves que vinham da feira de Mamanguape para a de Anta Esfolada (antigo nome da cidade Nova Cruz/RN - Cidade vizinha).

## Povoamento
O Município de Logradouro começou seu povoamento com um arraial surgido de uma fazenda de gado. Porém um fato importante aconteceu no começo do século passado: a estrada de ferro da RFFSA que passaria por Caiçara foi desviada, porque alguns proprietários influentes temiam a perda de seu gado, a estrada então passou por Logradouro, iniciando o seu desenvolvimento.
Outro passo importante foi dado em 1 de janeiro de 1927 quando foi terminada a construção da primeira capela do povoado, tendo como padroeiro São Sebastião, inaugurada pelo Cônego Aprígio, sacerdote da Serra da Raiz. O passo definitivo para o progresso da cidade foi a instalação, em 1935, de uma grande usina de beneficiamento de algodão da multinacional Anderson Clayton & Cia, que ficou conhecida como "A americana", hoje Tecelagem Santo André, ao comprar o algodão, riqueza daqueles tempos e empregar parte da população, a indústria fez crescer Logradouro. Infelizmente, a riqueza do algodão começou a diminuir no final do século XX, vindo o agave e o empobrecendo da região.

## Religiosidade
A religiosidade sempre esteve presente no município, o monumento à Nossa Senhora do Desterro, um dos símbolos da cidade, foi construído por Joaquim Medeiros, que exercia o ofício de pintor e sua esposa Dona Maria, que era professora e escultora, um casal de origem cearense. O primeiro monumento ficava em frente aos bangalôs, casas construídas pela indústria. Em 1936, foi deslocado para ao lado da capela pelo casal Teodomiro Pacífico e Maria Eleotérica Soares. Hoje, o município possui além da primeira capela, outra Igreja dedicada a São Sebastião, que aguarda pela Diocese de Guarabira ser, um dia, elevada à Igreja Matriz e um dos seus filhos ilustres foi o Pe. Hildebrando Marques da Silva (1924-2004).

## Emancipação
Logradouro, por fim, emancipou-se do município de Caiçara em 29 de abril de 1994, por decreto estadual nº 5916, uma vitória das lideranças políticas da cidade. Com a municipalização, Logradouro entrou numa nova era. As primeiras eleições municipais ocorreram em 1996 e elegeram Humberto Alves de Carvalho o primeiro prefeito da cidade.

## Geografia
O município de Logradouro está inserido na microrregião de Guarabira e Mesorregião do Agreste Paraibano. Sua altitude é de 150 m em relação ao nível do Mar.
O município está incluído na área geográfica de abrangência do semiárido brasileiro, definida pelo Ministério da Integração Nacional em 2005. Esta delimitação tem como critérios o índice pluviométrico, o índice de aridez e o risco de seca.

## Clima
Clima variável com máximas de 34 °C e mínimas de 21 °C. O inverno geralmente começa em março e termina em Julho.